# 竺之侃
竺之侃，生卒年不详，清朝政治人物。浙江宁波府鄞县人。
曾为嘉庆会魁。后登嘉慶十三年（1808年）戊辰科三甲进士。特授金华府儒学教授。

## 著作
- 《晦溪單氏宗譜》，單仁富主修，竺之侃編纂
- 《社峰吴氏续修原序》[3]